# Mario Maccaferri
 Mario Maccaferri  (geboren am 20. Mai 1900 in Cento, Ferrara; gestorben am 17. April 1993 in New York City) war ein italienischer Gitarrenbauer und Gitarrist sowie Erfinder der vom französischen Gitarristen Django Reinhardt bevorzugten Selmer-Gitarren.

## Biografie
Mario Maccaferri kam 1911 als Lehrling zu dem Gitarrenbauer Luigi Mozzani und nahm klassischen Gitarrenunterricht an der Siena Academy of Music. 1933 stellte er seine Tätigkeit als klassischer Musiker ein, weil seine rechte Hand nach einem Sturz verletzt war. Danach widmete er sich ausschließlich der Herstellung seiner Gitarren und begann nach der Zusammenarbeit mit Selmer mit dem Rohrblattbau für Klarinetten und Saxophone. 1939 zog er nach New York und gründete eine neue Firma: „French American Reed“. Am Ende seiner Karriere erlebte er einige Erfolge bei der Herstellung von Kunststoff-Ukulelen. Seine 1953 auf den Markt gekommenen Kunststoff-Gitarren, Flattop G-30 und Archtop G-40, sowie später die Kunststoff-Violine, hatten weniger Erfolg. In den 80er Jahren wurden wieder Holz-Gitarren unter Leitung von Mario Maccaferri von Ibanez gebaut.

## Selmer-Gitarren

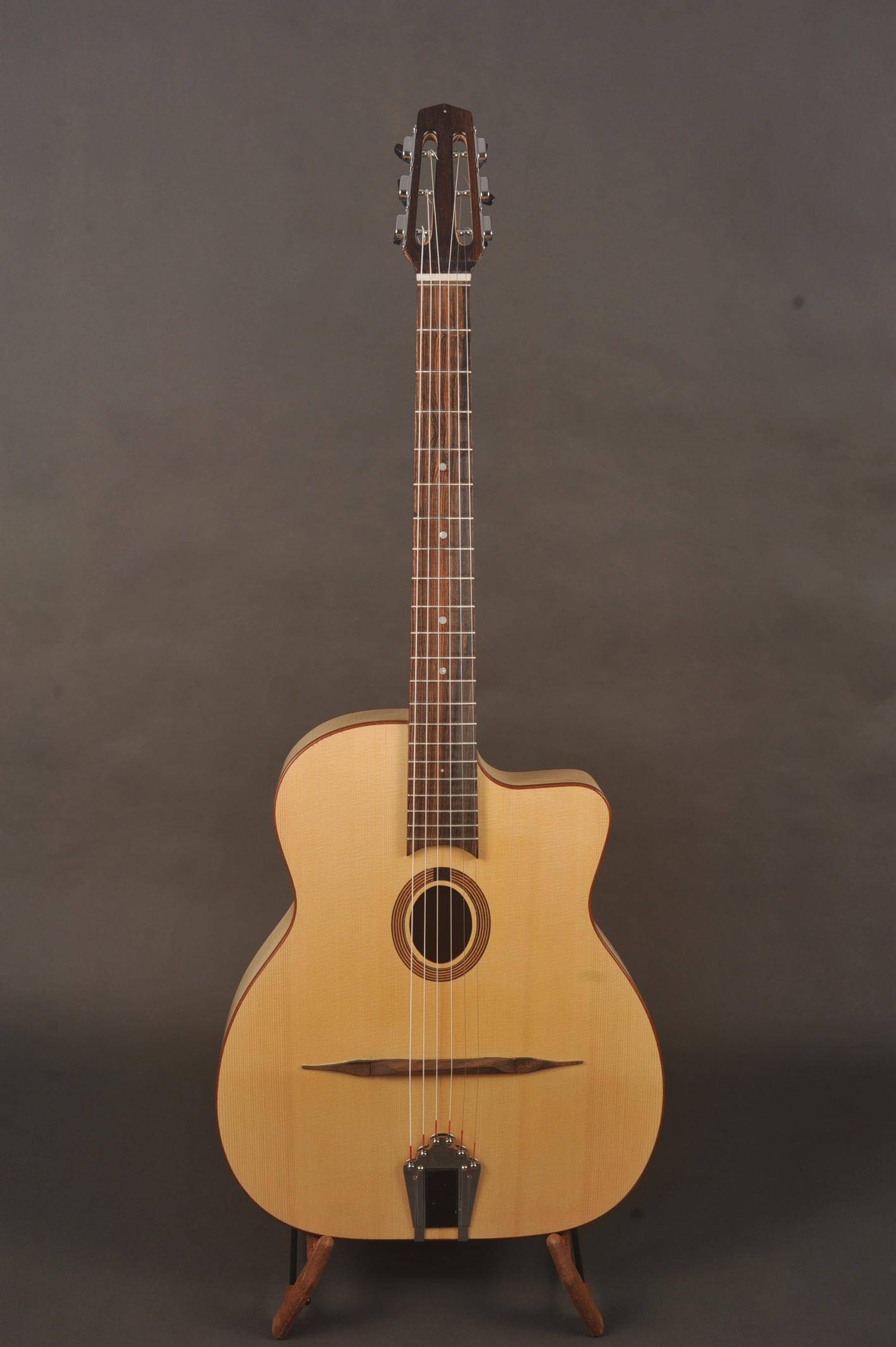
Selmer-Maccaferri O-Type Nachbau

Maccaferri entwickelte und baute in den Jahren 1930 bis 1933 akustische Gitarren für die französische Firma Selmer, einem der weltweit führenden Hersteller von Klarinetten und Saxophonen, die in den Jahren von 1932 bis 1952 hergestellt wurden. Der berühmteste Spieler dieser meist mit Stahlsaiten versehenen Gitarren war der Gitarrist Django Reinhardt. Mario Maccaferri stellte, nachdem erst etwa 30 dieser „Zigeuner-Gitarren“ gebaut waren, seine Zusammenarbeit mit Selmer bereits 1934 ein, aber seine Gitarrenmodelle wurden weiterhin gebaut; in 20 Jahren wurden etwa 900 Instrumente hergestellt und verkauft.
Was Selmer-Maccaferri-Gitarren damals ausmachte, war ihre Präsenz, die verlängerte Mensur und der Cutaway, damit der Gitarrist bequemer in den höheren Bünden greifen konnte. Durch den Deckenknick und eine außergewöhnliche Innenverleistung werden besonders die mittleren und hohen Tonlagen betont. Ihr kraftvoller und klarer Klang erlaubte es, die Gitarren auch unverstärkt als Solo-Instrument einzusetzen. Neben dem abgebildeten O-Type wurde auch eine Variante mit D-förmigem und größerem Schallloch gebaut. Diese Varariante erhielt zeitweise einen sehr wirkungsvollen Kunststoffeinsatz zur Verstärkung.

## Bibliographie
- François Charle: L’histoire des guitares Selmer-Maccaferri. Paris 1999, ISBN 2-951-35160-7.
- Tom and Mary Anne Evans: Guitars. London 1977, ISBN 0-19-318512-1.